# Рио 2
„Рио 2“ е американска компютърна анимация от 2014 г., продуциран от Blue Sky Studios и е режисиран от Карлос Салдана. Продължение е на компютърния-анимиран филм „Рио“ от 2011 г. Заглавието идва от бразилския град Рио де Жанейро, в който се развива действието от първия филм и в началото на „Рио 2“, въпреки че по-голямата част от сюжета му се случва в Амазонската екваториална гора. Озвучаващия състав се състои от Джеси Айзенбърг, Ан Хатауей, Уил Ай Ем, Джейми Фокс, Джордж Лопез, Трейси Морган, Джемейн Клемент, Лесли Ман, Родриго Санторо и Джейк Т. Остин, които повтарят ролите си от първия филм с новия състав, включващ Бруно Марс, Анди Гарсия, Рита Морено, Рейчъл Кроу, Кристин Ченоует, Амандла Стенбърг, Пиърс Гагнън, и Мигел Ферер, в който е последният му филм преди неговата смърт на 19 януари 2017 г.
„Рио 2“ е пуснат международно на 4 април 2014 г. и на 14 април 2014 г. в американските кина от 20th Century Fox. Филмът спечели $498 милиона в световен мащаб, срещу производственият бюджет от $103 милиона, и получи смесени отзиви от критиците, които похвалиха анимацията и песните, но критикуваха сценария. Филмът се посвещава на сценариста Дон Раймър, който почина на 28 ноември 2012 г.

## Сюжет
Блу, Джуъл и трите им деца си живеят щастливо в Рио де Жанейро, мислейки, че са последните от вида си. Скоро при тях идва новината, че в Амазонската джунгла има цяло ято като тях. Научавайки, за това, цялото семейство веднага потегля за Амазонка. По следите им потегля и старият им враг Найджъл, който подготвя своето отмъщение. Обаче за Блу, не това е най-голямото предизвикателство. За него най-голямото предизвикателство е да впечатли тъста си.

## Озвучаващ състав
- Джеси Айзенбърг – Блу, мъжки спиксов ара от Мус Лейк, който е роден в Рио де Жанейро.[3]
- Ан Хатауей – Джуъл, женски спиксов ара от Рио де Жанейро.[3]
- Джемейн Клемент – Найджъл, садистично жълтокачулато какаду, който отмъщава на Блу.[3]
- Кристин Ченоует[3] – Габи, дърволаз, която е помощник на Найджъл.[4]
- Уил Ай Ем – Педро, червен гребенест кардинал.[3]
- Джордж Лопез – Рафаел, романтичен тукан токо.[3]
- Бруно Марс[3] – Роберто, приятел от детството на Джуъл.[4]
- Лесли Ман – Линда, американска жена, която осиновява Блу след 15 години и съпруга на Тулио.[3]
- Родриго Санторо – Тулио, бразилски орнитолог и съпруг на Линда.[3]
- Рита Морено – Леля Мими, сестра на Едуардо и леля на Джуъл.[3][5]
- Трейси Морган – Луиз, булдог[3]
- Джейк Т. Остин – Фернандо, осиновеният син на Линда и Тулио.
- Анди Гарсия[3] – Едуардо, баща на Джуъл.[4]
- Джейми Фокс – Нико, жълто канарче, близък приятел на Педро.[3]
- Рейчъл Кроу – Карла, дъщеря на Блу и Джуъл.[3][4][6]
- Пиърс Гагнън[3] – Тиаго, син на Блу и Джуъл.[4]
- Амандла Стенбърг[3] – Бия, дъщеря на Блу и Джуъл.[4]
- Мигел Ферер – Големият шеф
- Джанел Монае – Доктор Монае, ветеринар.[7] Това е първата озвучена роля на Монае.
- Натали Моралес – Новинарка[3][8][9]
- Бебел Гилберто – ръбестоклюн тукан и съпруга на Рафаел.[3]
- Филип Лорънс – Фелипе[10]
- Ейми Хайдъмен – Рапиращ ленивец
- Клара Титман – Клара Капибара

## Пускане
„Рио 2“ е пуснат в международни кина на 4 април 2014 г. Премиерата на филма е проведена в Маями, Флорида на 20 март 2014 г. Филмът е пуснат в Съединените щати на 11 април 2014 г.